# Andrena subproximana
Andrena subproximana là một loài Hymenoptera trong họ Andrenidae. Loài này được Strand mô tả khoa học năm 1913.